# Planet Hollywood
Planet Hollywood, lancée en 1991 par Robert Earl et Keith Barish (en), est une chaîne de restaurants à thème sur la vie du cinéma hollywoodien. 

## Histoire

### Lancement
Planet Hollywood était l'idée de Bryan Kestner, un ancien acteur qui avait des pièces de films produits par Taft-Barish. Il souhaitait s'inspirer des Hard Rock Café. L'enseigne a été lancée à New York, le 22 octobre 1991 avec le soutien de stars hollywoodiennes de renom :  Sylvester Stallone ,  Bruce Willis,  Demi Moore, Arnold Schwarzenegger,  Jean-Claude Van Damme,  Whoopi Goldberg, Don Johnson, Melanie Griffith, John Hughes (réalisateur), Roseanne Barr, Arnold, Wesley Snipes et Danny Glover.
L'un des deux fondateurs, Robert Earl, a travaillé au Hard Rock Cafe avant de créer Planet Hollywood. Il est le créateur de l'enseigne de musique et en a assuré le développement international,.
En 1994, Planet Hollywood a fondé la chaîne de restaurants officiel All Star Café, dans le but d'utiliser le même concept d'image de marque et de souvenirs dans le monde des sports. La chaîne All Star Café n'existe plus depuis 2008. 
Le siège social de l'entreprise se trouve dans la banlieue d'Orlando (derrière les Studios Universal). Pendant plusieurs années, il se situait dans un bâtiment de Walt Disney World Resort qui servait avant l'ouverture (1971) de présentation pour le complexe, toujours visible.
En 1995, Planet Hollywood réalise un chiffre d'affaires de 270 millions de dollars et 20,7 millions de profit. À lui seul, le restaurant d'Orlando a généré un chiffre d'affaires de $50 millions. Le 17 septembre 1995, l'enseigne ouvre un restaurant à Los Angeles et organise une cérémonie d'ouverture sur Rodeo Drive avec un parterre de stars du monde du divertissement.
En avril 1996, Planet Hollywood fait son entrée à la bourse de New York sur l'indice du NASDAQ. Dans sa première journée d'introduction, le cours passe de $18 à $32, ce qui valorise le groupe à $4 milliards. En novembre 1996, l'action est redescendue à $23.
En février 1998, la société a obtenu un bail de la Walt Disney Company pour un All-Star Cafe' à Disney's Wide World of Sports en Floride. En mars 2000, Disney reprit la licence.

### Déclin
En 1997, la princesse malaisienne Zarina Zainal porte plainte contre Planet Hollywood, après avoir investi en 1994 $1 million dans l'ouverture d'un restaurant à Kuala Lumpur, ouverture qui n'a jamais eu lieu.
En 1998, le groupe Planet Hollywood réalise un chiffre d'affaires en baisse de $105 millions. Le groupe explique que l'arrivée de nouveaux concurrents sur le marché (Fashion Cafe, Rainforest Cafe, Sports Cafe, etc.) effrite les prévisions de développement de l'enseigne.
En août 1998, une bombe explose dans le restaurant Planet Hollywood du Cap, tuant une personne et en blessant 27 autres.
En 1999, le chiffre d'affaires du groupe chute à $76,6 millions. Effritée, la confiance des actionnaires s'évapore : l'action passe de $30 en 1996 à 81 centimes en août 1999. Les actions du groupe sont alors décotées de la bourse de New York. Le 11 octobre 1999, l'enseigne annonce la fermeture de 9 de ses 32 restaurants. Le lendemain, le groupe de restauration se déclare en faillite devant une cour de justice de l'état du Delaware, avec une dette de $250 millions. Selon le Chapitre 11 du commerce américain, le groupe dispose de 60 jours pour proposer un plan de relance. La valorisation du groupe a chuté à 40$ millions. Le nouveau plan implique la participation des richissimes Al-Walid ben Talal et Ong Beng Seg, milliardaire singapourien, qui injectent $30 millions en échange de 70 % des parts de la société. Ces deux hommes d'affaires étaient déjà présents dans le capital de l'entreprise à son lancement. Les créanciers du groupe récupèrent 20 % du capital.
Le groupe décide de se séparer de ses onze All Star Cafe, et de ses deux Sound Republic, et ferme plusieurs de ses restaurants, donc ceux de Prague, Zurich, Tel-Aviv et Helsinki.

### Restructuration
Depuis 2004, de nouveaux projets émergent, dont un restaurant à Bollywood et quatre autres à travers l'Inde ou l'hôtel Aladdin Resort and Casino à Las Vegas qui reçoit un nouveau thème à partir de 2006.
Inauguré le 25 août 1995, le Planet Hollywood des Champs-Élysées à Paris ferme ses portes le 29 février 2008, en raison de la flambée des loyers sur l'avenue parisienne. Inauguré en juin 1995, le Planet Hollywood de Waikiki ferme ses portes le 18 avril 2010.
En janvier 2010, le groupe Harrah's rachète le casino Planet Hollywood.
En raison d'un défaut de paiement, la filiale japonaise a cessé son activité le 13 avril 2009.
En 2008, Planet Hollywood a racheté la chaîne de restauration rapide italienne Buca di Beppo pour un montant de 28.5 millions de dollars. Selon les termes de l'opération, Buca di Beppo est devenu une filiale à part entière de la marque Planet Hollywood. L'enseigne Buca di Beppo est présente dans 26 Etats américains. 
Le 19 avril 2012, 7 employés du Planet Hollywod new-yorkais sont arrêtés pour avoir détourné $60 000 des caisses du restaurant. En juin 2012, ce même restaurant new-yorkais cède la moitié de son espace à un restaurant italien pour réduire ses charges. Depuis 2013, la chaîne internationale a fermé de nombreux restaurants à travers le monde. Ces fermetures drastiques sont causées par la vétusté de la marque et de ses restaurants qui ne sont pas parvenus à se renouveler, à l'image de chaînes comme le Hard Rock Café. La chaîne ne compte plus, aujourd'hui, que neuf sites opérants, bien loin des 130 sites dénombrés au début des années 2000.
Le 22 novembre 2016, Planet Hollywood prévoit de rouvrir fin décembre son restaurant de Disney Springs sous le nom Planet Hollywood Observatory après une rénovation estimée à 25 millions d'USD. Le 17 avril 2017, le Planet Hollywood de Disney Springs dévoile sa nouvelle architecture, celle d'un observatoire de l'époque victorienne avec un rez-de-chaussée en brique, une terrasse extérieure, 4 étages dans une sphère recouverte d'une toile enduite de téflon permettant d'agrandir de 5 000 pieds carrés (464,5 m2) l'établissement.
En 2022, Disneyland Paris annonce officiellement, après la fuite de l'information, la fermeture le 7 janvier 2023 du restaurant et de la boutique adjacente Planet Hollywood du Disney Village pour la rénovation de cette zone et son remplacement par un nouveau concept de restauration, il était le dernier établissement implanté en Europe après la fermeture définitive du restaurant londonien quelque temps plus tôt. 

## Fonctionnement
Planet Hollywood propose une formule de restauration mêlant cuisine américaine et décors empruntés des films et plateaux de tournage hollywoodiens. L'enseigne s'appuie sur la visite de stars du cinéma et des sports pour s'assurer une exposition médiatique publicitaire. Les principaux investisseurs de l'enseigne sont des stars du cinéma hollywoodien : Arnold Schwarzenegger, Demi Moore, Bruce Willis, Sylvester Stallone et Whoopi Goldberg (la bande des cinq).
Les autres stars, qui participent généralement à l'inauguration des nouveaux restaurant de la chaîne, reçoivent eux des actions en échange de la publicité générée par leur présence. Melanie Griffith, Cindy Crawford, Jean-Claude Van Damme, Joe Montana, Andre Agassi, Monica Seles et Shaquille O'Neal ont ainsi participé aux inaugurations de l'enseigne. Ces stars se partagent 18,5 % de l'actionnariat, soit $18,5 millions par star au moment de l'introduction du titre en bourse en 1996.
Les deux cofondateurs se partagent 48 % des actions de l'entreprise.

## Les restaurants et boutiques
Depuis 2023, en raison de nombreuses fermetures, la chaîne internationale Planet Hollywood possède encore neuf sites opérants. 

### Restaurants avec magasins de souvenirs
- Disneyland Paris - Disney Village (ouvert en juillet 1996) en France, c'est le seul restaurant français qui exista de 2008 jusqu'à sa fermeture le 7 janvier 2023.
- Las Vegas - The Forum Shops at Caesars (ouvert en juillet 1994)
- Londres - Haymarket (relocalisé en juin 2009) définitivement fermé
- Los Angeles - Tom Bradley International Terminal (ouvert en novembre 2016)
- New York - Times Square (relocalisé en 2000) définitivement fermé (réouverture prévue[18])
- Walt Disney World Resort - Disney Springs (ouvert en 1994 ; rénovation du Planet Hollywood Observatory, rouvert en 2017)
- Doha - Doha Quest (Ouvert en 2021)
- Malte

### Magasins de souvenirs
- Walt Disney World Resort - Disney's Hollywood Studios (ouvert en juillet 1997 et fermé définitivement en février 2019[19])
- Bay Street Entertainment Complex - St. Julian Malta (ouvert en juillet 2019)

### Resorts
- Goa - Planet Hollywood Goa, Utorda Beach (ouvert en octobre 2014)
- Las Vegas - Planet Hollywood Resort and Casino, Las Vegas Strip (ouvert en avril 2007)
- Costa Rica - Planet Hollywood Costa Rica
- Kuala Lumpur - Planet Hollywood at M101 Skywheel (définitivement fermé)
- Cancun - Planet Hollywood Cancun